# KD Pharma
Die KD Pharma Group ist ein global tätiger Hersteller von hochkonzentrierten Omega-3-Fettsäuren für pharmazeutische Zwecke sowie für Nahrungsergänzungsmittel. Die verschiedenen Landesgesellschaften der Gruppe sind unter dem Dach der Konzernmutter O³ Holding GmbH mit Sitz im saarländischen Bexbach zusammengefasst.

## Geschichte
Keimzelle der heutigen KD Pharma Group ist die KD-Pharma Bexbach GmbH, welche 1988 durch Rudolf Krumbholz und Michael Dorscheid gegründet wurde. Grundlage des Unternehmens war eine von Krumbholz, einem promovierten Chemiker, entwickelte Technologie, mit der Omega-3-Fettsäuren mit einer Reinheit von bis zu 99,5 % hergestellt werden konnten. Krumbholz ließ diese Technologie unter der Bezeichnung Super Critical Fluid Technology (SCF) patentieren und startete 1994 mit der praktischen Anwendung in einer Pilotanlage in Bexbach. Ab 2006 konnten im KD-Pharma-Werk in Bexbach hochreine Omega-3-Fettsäuren in industriellen Mengen hergestellt werden.
Mangels Nachfolger verkaufte Krumbholz 2008 die Mehrheit an KD-Pharma an die niederländische Pharma-Gruppe Bioseutica, welche diese wiederum 2013 an den Berliner Finanzinvestor Capiton veräußerte. Capiton wiederum formte durch Zukäufe von Mitbewerbern die heutige KD Pharma Group. So kam es 2016 zum Zusammenschluss mit der norwegischen Marine Ingredients AS (heute: KD Norway AS) und 2017 mit der US-amerikanischen Nutriceutical Holdings (heute: KD Nutra LLC).
Heute ist KD-Pharma mit Produktionsstandorten in Deutschland, Norwegen, Großbritannien, der Schweiz und den USA aktiv. Neben hochreinen Fischölen auf Basis der heute unter dem Markennamen KD pür vermarkteten Krumbholschen SFC-Technologie werden heute auch weitergehende Präparate wie Fischölkapseln produziert.